# Organizace pravoslavných církví
Pravoslavné církve tvoří společenství samosprávných (pravoslavných) místních církví, z nichž každá je autokefální, je tedy řízená vlastním nejvyšším představitelem – prvním z místních biskupů, který je nositelem titulu patriarcha případně metropolita či arcibiskup. 

Časová osa organizace pravoslavných církví (k r. 2022)

Všechny světové místní pravoslavné církve jsou sjednoceny nikoliv na správním principu jednoho pozemského ústředí (hlavy), nýbrž na principu společné pravoslavné víry, církevního učení zakládajícího se na Písmu svatém a posvátné Tradici, a jednotou ve svatých Tajinách (svátostech). Jednotlivé světové pravoslavné církve tedy sdílejí tutéž víru, základní správní – politické principy a liturgickou tradici. 
Pravoslavné církve užívají při liturgii buď starých jazyků (ve slovanských církvích často církevní slovanštiny, což je novější forma staroslověnštiny), nebo současných jazyků národních. Biskupové, kteří představují celou místní církev, bývají nazýváni patriarchové, metropolité nebo arcibiskupové. Ti předsedají biskupskému synodu, který představuje nejvyšší kanonickou, věroučnou a administrativní autoritu církve.

## Charakteristika
Základní organizační jednotkou Církve Kristovy je církevní obec – čili farnosti (též církevní obce či parochie) a případně monastýry. Z duchovního hlediska je základní částicí Církve církevní sbor místních pravoslavných věřících, kteří se shromáždili spolu s řádně ustanoveným knězem kolem svatého prestolu a slouží společné svatou Tajinu Eucharistie v jednotě s celou pravoslavnou církví. Každé takové eucharistické společenství je plným projevením celé pravoslavné katolické církve v tom čase a na daném místě s veškerou plností jejích duchovních darů. Svaté Tajiny takto sloužené jsou identické se svatými Tajinami vykonávanými kdekoliv jinde a jindy v jednotě pravoslavné církve a jsou celou pravoslavnou církví uznávané jako pravé a spasitelné.
Božská liturgie je sloužena v byzantském obřadu, v oblastech západního křesťanství se však užívá také Západní ritus pravoslaví.

### Metropolita a arcibiskup
V řeckých pravoslavných církvích má arcibiskup přednost před metropolitou (obvykle je však metropolita sám arcibiskupem, přičemž případnou přednost má služebně starší), v ostatních pravoslavných (české, ruské, srbské, bulharské, atd.) církvích má naopak metropolita (arcibiskup) přednost před arcibiskupem. V obou případech nemá metropolita zvláštní autoritu nad ostatními biskupy, svolává však biskupské synody a obvykle jim předsedá. Proto jsou naroveň postaveny autokefální metropolitní církve i autokefální arcibiskupství.

## Společenství pravoslavných církví

Organizace pravoslavných církví (r. 2020)

Společenství pravoslavných církví se dělí na 17 autokefálních církví, které mají různý stupeň seniority mezi ostatními, a to zejména na základě starobylosti.

Pravoslavné kříže:
řecký rovnoramenný
osmikonečný (byzantský, také ruský pravoslavný)
řecký
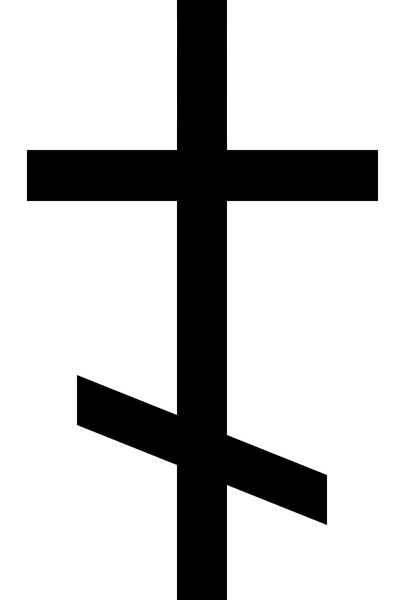
ruský
byzantský
bulharský
srbský
srbský tetragrammický
etiopský
koptský
makedonský

#### Starobylé patriarcháty
Pět starobylých patriarchátů, původně známých jako pentarchie, z nichž po roce 1054 jsou pravoslavné pouze čtyři.
- Konstantinopolský ekumenický patriarchát (r. 330, patriarchát od 381)
- Alexandrijský pravoslavný patriarchát
- Antiochijský pravoslavný patriarchát
- Jeruzalémský pravoslavný patriarchát (r. 451, patriarchát od 451)
- Pátým patriarchátem je Řím, který opustil společenství po velkém schizmatu r. 1054

#### Patriarcháty
- Bulharská pravoslavná církev (r. 870, patriarchát od r. 918/919, ekumenickým patriarchátem uznáno r. 927)
- Gruzínská pravoslavná církev (patriarchát od r. 1010)
- Srbská pravoslavná církev (r. 1219, patriarchát od r. 1346)
- Ruská pravoslavná církev (r. 1448, ekumenickým patriarchátem uznáno 1589)
- Rumunská pravoslavná církev (r. 1872, patriarchát od r. 1925)

#### Autokefální arcibiskupství
- Kyperská pravoslavná církev (r. 431)
- Církev Řecka (r. 1833, ekumenickým patriarchátem uznáno 1855)
- Albánská pravoslavná církev (r. 1922, ekumenickým patriarchátem uznáno 1937)
- Makedonská pravoslavná církev (r. 1967, ekumenických patriarchátem uznáno 2022)

#### Autokefální metropolitní církve
- Polská pravoslavná církev (r. 1925)
- Pravoslavná církev v českých zemích a na Slovensku (r. 1951)
- Pravoslavná církev v Americe (r. 1970, nebyla uznána ekumenickým patriarchátem, byla uznána moskevským patriarchátem a 5 dalšími církvemi)
- Pravoslavná církev Ukrajiny (r. 2018, ekumenickým patriarchátem uznáno 2019, a 3 dalšími církvemi)

### Autonomní pravoslavné církve
V rámci některých autokefálních pravoslavných církví existují ještě autonomní (samostatné) církve.
- Mnišská komunita na hoře Athos
- Černohorská pravoslavná církev
- Čínská pravoslavná církev
- Japonská pravoslavná církev
- Lotyšská pravoslavná církev
- Korejská pravoslavná církev
- Koptská pravoslavná církev
- Syrská pravoslavná církev
- Estonská apoštolská pravoslavná církev
- Finská pravoslavná církev
- Filipínský exarchát
- Arcidiecéze Ruské pravoslavné církve v Západní Evropě
- Sinajská pravoslavná církev
- Ruská pravoslavná církev v zahraničí
- Krétská pravoslavná církev
- Metropolie Hongkong a Jihovýchodní Asie
- Estonská pravoslavná církev Moskevského patriarchátu
- Moldavská pravoslavná církev

Po změnách kalendáře existují také skupiny věřících sdružených v řeckých starostylních (starokalendářních) církvích. 
Historicky existovala samozvaná Chorvatská pravoslavná církev, byla však vytvořena chorvatským režimem pro propagandu, po 2. světové válce zanikla. Neměla společenství s ostatními církvemi.

### Pravoslavná církev v českých zemích a na Slovensku

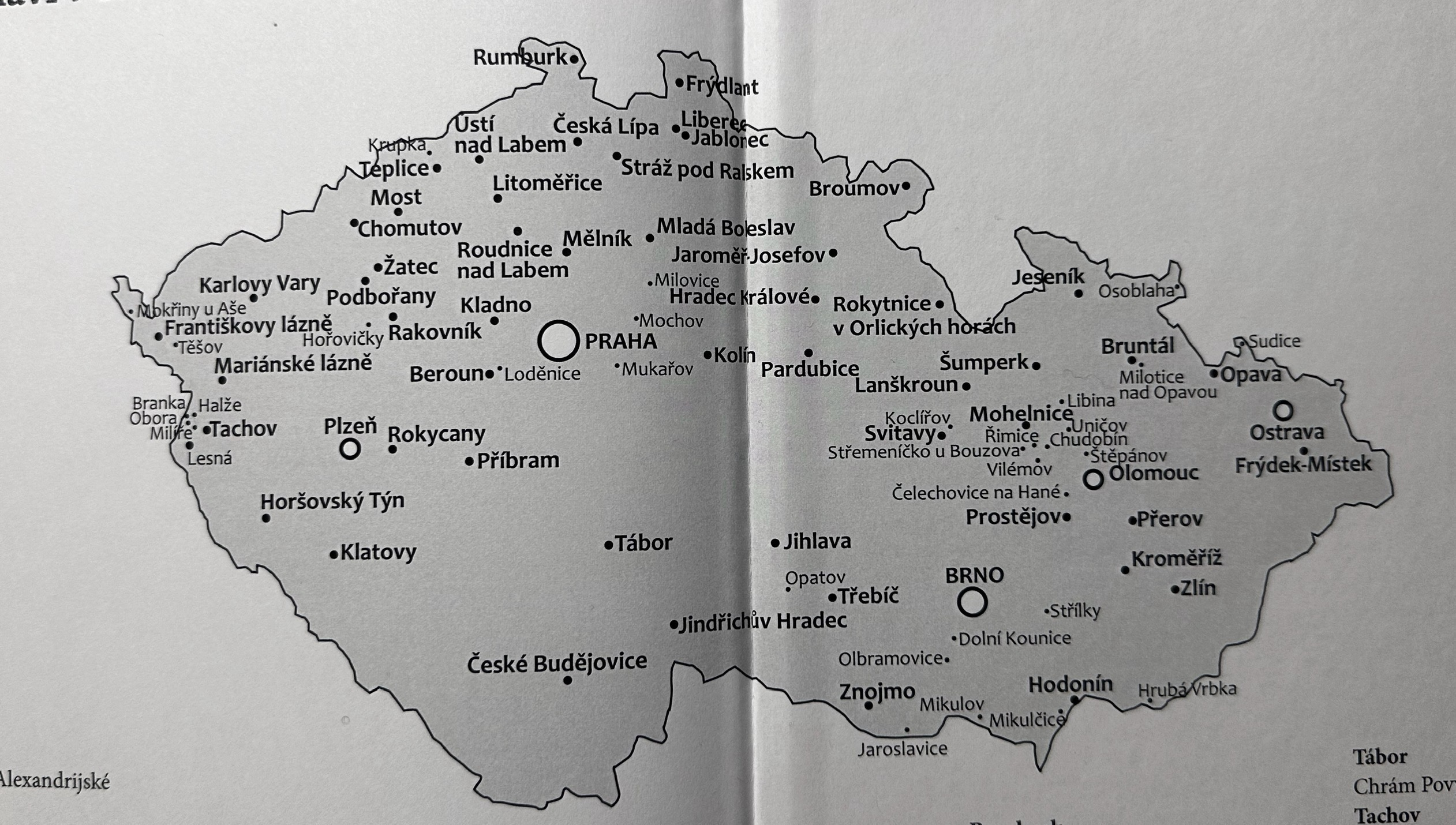
Pravoslavné chrámy v České republice (2016)

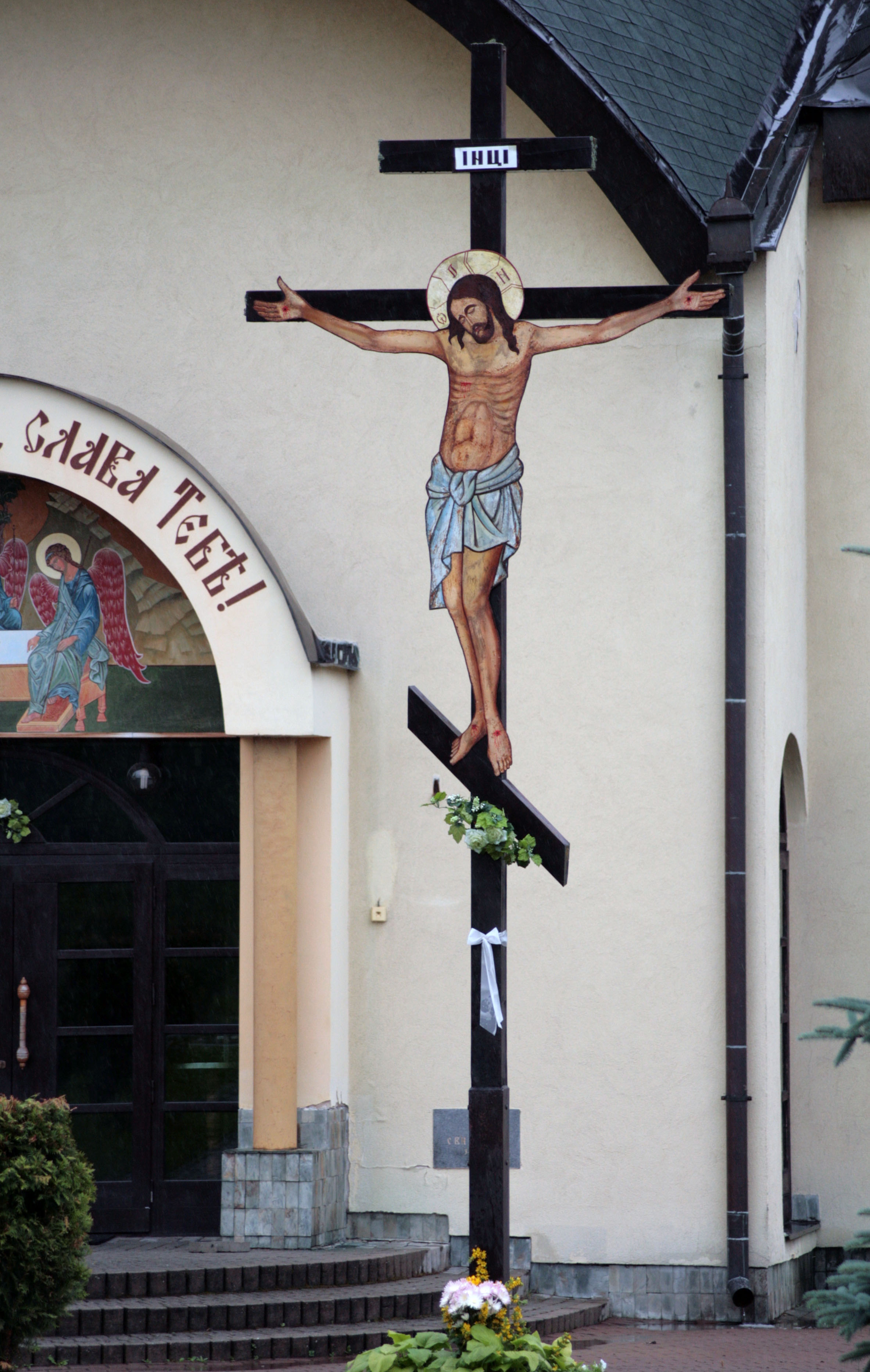
Osmikonečný kříž před vstupem do kostela ve Svidníku

Místní pravoslavnou církev v těchto zemích tvoří autokefální (samostatnou a nezávislou) jednotku složenou z Pravoslavné církve v českých zemích a Pravoslavné církve na Slovensku. V Česku se česká pravoslavná církev dělí na dvě eparchie (biskupství) – pražskou a olomoucko-brněnskou; v Praze sídlí arcibiskup. Na Slovensku se slovenská pravoslavná církev dělí taktéž na dvě eparchie – prešovskou a michaloveckou, arcibiskup sídlí v Prešově. Druhou místní pravoslavnou církvi oficiálně registrovanou Ministerstvem kultury České republiky je Ruská pravoslavná církev, podvorje patriarchy moskevského a celé Rusi v České republice. Vrcholným představitelem české místní církve je metropolita, kterým je zde tradičně volen jeden z arcibiskupů (metropolitu volí nejvyšší správní orgán místní církve, jímž je sněm skládající se ze zvolených duchovních i laiků).

### Ukrajinská pravoslavná církev
Konstantinopolský patriarcha Bartoloměj I. zrušil koncem roku 2018 rozhodnutí Konstantinopolského patriarchátu z roku 1686, kterým se Ukrajinská pravoslavná církev připojila k patriarchátu v Moskvě jako autonomní součást Ruské pravoslavné církve. Z iniciativy ukrajinského prezidenta Petra Porošenka vznikla s požehnáním ekumenického patriarchy Bartoloměje I. sloučením a zánikem dosavadních tří pravoslavných církví na Ukrajině, včetně Moskevského patriarchátu, sjednocená místní autokefální pravoslavná církev Ukrajiny. V reakci na rozhodnutí patriarchy Bartoloměje přerušila Ruská pravoslavná církev s Konstantinopolským patriarchátem veškeré styky.

## Kult svatých
Pravoslavné církve mají kult svatých, kteří jsou uctíváni jako vzor křesťanských ideálů a věrní následovníci Krista. Všechny pravoslavné církve spolu světce sdílejí. Typická je i značně rozsáhlá titulatura světců.